# 裁くのは俺だ (大藪春彦)
『裁くのは俺だ』（さばくのはおれだ）は、大藪春彦のハードボイルド小説。1968年から翌年にかけて「宝石」に連載された。

## あらすじ
怪文書屋の毒島は、拷問にかけられる。そして雇い主の川崎は毒によって死んだ。黒幕は? 復讐を誓う毒島。

## 刊行リスト
- 1969年 光文社
- 1979年 角川書店
- 1982年 光文社（カッパ・ノベルス）
- 1999年 光文社（光文社文庫）
- 2006年 徳間書店（徳間文庫）

| スタブアイコン | サブスタブ | この項目は、まだ閲覧者の調べものの参照としては役立たない、文学に関連した書きかけの項目です。この項目を加筆・訂正などしてくださる協力者を求めています（P:文学、PJ:ライトノベル）。項目が小説家・作家の場合には{Writer-substub}を、文学作品以外の本・雑誌の場合には{Book-substub}を貼り付けてください。 |